# 61208 Стонаров
61208 Стонаров (61208 Stonařov) — астероїд головного поясу, відкритий 30 липня 2000 року.
Тіссеранів параметр щодо Юпітера — 3,571.